# Давид Бабунський
Давид Бабунський (мак. Давид Бабунски; нар. 1 березня 1994, Скоп'є) — македонський футболіст, півзахисник клубу "Йокогама Ф. Марінос та національної збірної Македонії.

## Клубна кар'єра
До 2006 року Давид займався у футбольній школі клубу «Граменет». У 2006 році він увійшов в систему «Барселони». Македонець був найважливішою ланкою у всіх молодіжних командах каталонського клубу, а в 2013 році він був переведений в «Барселону B». Свій перший і, як потім виявилося останній, гол за каталонський клуб він забив 31 травня 2014 на останній хвилині у матчі з Алькорконом і приніс своєму клубу перемогу з рахунком 4:3. У сезоні 2014/15 Барселона B зайнявши 22 місце у Сегунді вилітає в Сегунду Б.
28 січня 2016 року підписав дворічний контракт з сербською «Црвеною Звездою». Дебютував у чемпіонаті Сербії 20 лютого в матчі з «Младостю». В тому ж сезоні він став з командою чемпіоном Сербії.
30 січня 2017 року Бабунський підписав контракт з японським клубом «Йокогама Ф. Марінос».

## Виступи за збірну
14 серпня 2013 року Давид дебютував в офіційних іграх у складі національної збірної Македонії у товариському матчі проти збірної Болгарії. 10 вересня того ж року він зіграв за збірну у матчі відбору на чемпіонат світу 2014 року проти збірної Шотландії. Наразі у формі головної команди країни зіграв 9 матчів.

## Статистика
| Збірна Македонії | Збірна Македонії | Збірна Македонії |
| Роки             | Ігри             | голи             |
| ---------------- | ---------------- | ---------------- |
| 2013             | 3                | 0                |
| 2014             | 3                | 0                |
| 2015             | 0                | 0                |
| 2016             | 2                | 0                |
| 2017             | 1                | 0                |
| Усього           | 9                | 0                |

## Досягнення
- Чемпіон Сербії (1): 2015/16

## Особисте життя
Батько Давида, Бобан — футболіст і футбольний тренер, гравець національної збірної. Молодший брат Доріан — теж футболіст.